# Tetrapus ecuadoranus
Tetrapus ecuadoranus is een vliesvleugelig insect uit de familie vijgenwespen (Agaonidae). De wetenschappelijke naam is voor het eerst geldig gepubliceerd in 1934 door Grandi.